# Антония Мария Португалска
Антония Мария Португалска, с рождено име Антония Мария Фернанда Микаела Габриела Рафаела Франциска де Асис Ана Гонзага Силверия Юлия Августа Португалска (на португалски: Antonia Maria de Bragança e Saxe-Coburgo-Gotha, Infanta de Portugal; Antonia Maria Fernanda Micaela Gabriela Rafaela Francisca de Assis Ana Gonzaga Silveria Julia Augusta de Bragança e Saxe-Coburgo-Gotha; * 17 февруари 1845, Белем палас, Лисабон; † 27 декември 1913, Зигмаринген), е принцеса от династията Браганса и Саксония-Кобург и Гота, инфанта на Португалия и чрез женитба княгиня на Хоенцолерн-Зигмаринген.

## Произход
Тя е дъщеря на принц Фердинанд II (1816 – 1885), jure uxoris крал на Португалия под името Фернанду II, и съпругата му кралица Мария II Португалска (1819 – 1853), дъщеря на Педро I, император на Бразилия, крал на Португалия, и Мария-Леополдина Австрийска, дъщеря на император Франц II и втората му съпруга Мария-Тереза Бурбон-Неаполитанска, сестрата на австрийския император Фердинанд I и на Мария-Луиза Австрийска, втората съпруга на Наполеон Бонапарт. Най-големият ѝ брат Педро V (1837 – 1861) е от 1853 г. крал на Португалия, женен от 1858 г. за принцеса Стефани фон Хоенцолерн-Зигмаринген (1837 – 1859), сестра на нейния съпруг Леополд фон Хоенцолерн-Зигмаринген.

## Фамилия
Антония Мария Португалска се омъжва на 12 септември 1861 г. в Лисабон за княз Леополд фон Хоенцолерн-Зигмаринген (* 22 септември 1835; † 8 юни 1905, Берлин), най-големият син на княз Карл Антон фон Хоенцолерн-Зигмаринген (1811 – 1885) и принцеса Йозефина Фредерика Луиза фон Баден (1813 – 1900), дъщеря на велик херцог Карл Лудвиг Фридрих фон Баден и Стефани дьо Боарне. Те имат трима сина:
- Вилхелм (* 7 март 1864, дворец Бенрат; † 22 октомври 1927, Зигмаринген), княз на Хоенцолерн, женен I. на 27 юни 1889 г. в Зигмаринген за принцеса Мария-Тереза Бурбон-Сицилианска (* 15 януари 1867, Цюрих; † 1 март 1909, Кан), II. на 20 януари 1915 г. в Мюнхен за принцеса Аделгунда Баварска (* 17 октомври 1870, вила Амзее при Линдау; † 4 януари 1958, Зигмаринген)
- Фердинанд I (* 25 август 1865, Зигмаринген; † 20 юли 1927, Синая, Кралство Румъния), крал на Румъния (1914 – 1927), женен на 10 януари 1893 г. в Зигмаринген за принцеса Мария Единбургска от Великобритания и Ирландия (* 29 октомври 1875, Истуел Парк, Графство Кент; † 18 юли 1938, Синая, Кралство Румъния)
- Карл Антон (* 1 септември 1868, Зигмаринген; † 21 февруари 1919, Намеди), принц на Хоенцолерн-Зигмаринген, женен на 28 май 1894 г. в Брюксел за принцеса Жозефина Белгийска (* 18 октомври 1872, Брюксел; † 6 януари 1958, Намюр), внучка на белгийския крал Леополд I